# 松岡美弥子
松岡 美弥子（まつおかみやこ）は、作曲家・ピアニスト・キーボーディスト・音楽プロデューサー。

## 経歴
大阪府出身。東京芸術大学音楽学部作曲科卒業。同大学院音楽文化学専攻音楽音響創造領域修了。
作曲家としてゲーム・アニメ・ドラマ・TV・映画・舞台等の音楽を多数手がけ、アーティストへの楽曲提供も行うなど幅広いジャンルで活動する。またピアニスト・キーボーディストとして、様々なアーティストのライブやレコーディングにも参加。「未来古代楽団」「TOYSPARK」メンバー。

## 主な参加作品

### ゲームミュージック
- 『グリムノーツ』『グリムノーツ Repage』主題歌・音楽(スクウェア・エニックス)
- 『ディアホライゾン』音楽(スクウェア・エニックス)
- 『スヌーピーパズルジャーニー』音楽(カプコン])
- 『小林が可愛すぎてツライっ!!』音楽(ハピネット)

### テレビアニメ
- 『グリムノーツ The Animation』 挿入歌、劇伴音楽(作曲・演奏)
- 『ラブライブ!虹ヶ咲学園スクールアイドル同好会』 劇伴音楽(スコアリングアシスタント)

### ライブ・ステージ
- 『創作舞踏劇 女蝉』佳卓
- 『心は水の如く清し』創作神楽オペラ　作曲(脚本:関根和江・音楽監督:稲川榮一)
- 『デルフィニア音楽祭』茅田砂胡プロジェクト　作曲(2014年 - )
- 『創作舞踏劇 夜長姫と耳男』佳卓　作曲(2015年12月5日、渋谷区文化総合センター大和田)
- 『デルフィニア戦記』作曲(2017年1月20日 - 28日、天王洲 銀河劇場)
- 『白猫プロジェクトミュージックライブ』編曲、演奏(2019年7月13日・14日、日本青年館)

### 楽曲提供
- NHKアニメ『銀河へキックオフ!!』『feelin’ high』『走れフットボールガール』(作編曲/2013年)
- NHK-BS『ワラッチャオ!』小林ゆう『ゾンビーダンス』(作編曲/2015年)
- 未来古代楽団feat.安次嶺希和子
  - 『忘れじの言の葉』(作編曲/2016年)
  - 『探し人のつむぎ歌』(編曲/2017年)
- CTS feat.南波志帆『WAVINESS』(編曲/2016年)
- 『悠久のユーフォリア』キャラクターソング(作編曲/2017年)
- 上野優華アルバム「ヒロインにはなれなくて」M-7「幸せ」(作編曲/2021年)

### 器楽曲
- 『デルフィニア戦記 放浪の戦士』(中央公論社/2014年)
- 『スカーレット・ウィザード クライストの贈り物』(中央公論社/2015年)
- 『スカーレット・ウィザード 女王と海賊の契約』(中央公論社/2015年)

### アニメーション
- 北原愛子『服を着るまで』(東京芸術大学大学院映像研究科/2010年)
- 奥田昌輝『アイデアが捕まらない』(東京芸術大学大学院映像研究科/2011年・Chitrakatha’13 アニメーション部門グランプリ)
- 伊藤有壱『ドロンコロン』(テレビ神奈川開局40周年記念アニメ/2012年)
- 秦俊子『ゾンビーダンス』(NHK-BS「ワラッチャオ!」MV/2015年)

### オーディオドラマ
- 『あやつりピエロの物語』
- 『禁断吸血鬼』シリーズ全6作
- 『悠久のユーフォリア』シリーズ(Sword’s Label)
- 『薔薇王の葬列』(秋田書店)
- 『くらやみがたり』シリーズ (2012年 - 2013年)
- 『茅田砂胡〈全仕事〉特別版』付録ドラマCD (中央公論社/2013年)
- 『茅田砂胡CDブック デルフィニア戦記 放浪の戦士』(中央公論社/2014年)
- 『茅田砂胡CDブック スカーレットウィザード 女王と海賊の契約』(中央公論社/2015年)
- 『茅田砂胡CDブック スカーレットウィザード クライストの贈り物』(中央公論社/2015年)
- 『BRIDE of PRINCE』全6作(オトメイトレコード/2016年)

### CDブック
- 『分子の音』付属CD（分子の音（分子運動を可聴化された音列）を使った音楽） (2013年)
- 『茅田砂胡〈全仕事〉特別版』付録ドラマCD (2013年)
- 『茅田砂胡CDブック デルフィニア戦記 放浪の戦士』(2014年)
- 『茅田砂胡CDブック スカーレット・ウィザード クライストの贈り物』(2015年)
- 『茅田砂胡CDブック スカーレット・ウィザード 女王と海賊の契約』(2015年)

### イベント
- 表参道GYRE　3rd Anniversary 『Voice of univerce』(2010年)
- 六本木ヒルズ
  - 『スカイプラネタリウム』(2010年)
  - 『スカイプラネタリウム2』(2011年)
  - 『スカイアクアリウム』(2011年)
- 表参道ヒルズ『Dream Christmas Illumination』(2012年)
- 大巻伸嗣 『Memorial Rebirth』

### ラジオ
- MBSラジオ天気予報BGM
- ミュージックバード『天国を聴くラジオ』(2011年 - 2013年)

### その他
- NHK盛岡放送局 地上デジタル放送PRスポット(2009年)
- 表参道ヒルズ『キッズの森』店舗BGM(2011年 - )
- 東京銀座資生堂ビル 店舗BGM(2012年 - )
- SHARP AQUOS PHONE（着信音制作）(2015年)